# 耶稣青年会
耶稣青年会（英語：Young Disciples of Jesus，簡稱 YD）是一个以大学生为对象的基督教学生团契组织，旨在通过圣经学习、小组查经和门徒训练，帮助年轻人认识基督信仰、寻求人生方向。该组织主张基督教传统信仰，包括三位一体、耶稣基督的救赎、圣经权威及信徒重生等教义，神学立场与福音派一致。 根据其官方网站资料，耶稣青年会成立于2002年，目前在全球多个国家和大学设有学生团契，并为成员提供信仰教育与灵性成长支持。
耶稣青年会为 World Olivet Assembly 的成员机构，并为世界福音联盟（World Evangelical Alliance, WEA）的附属组织。

## 信仰声明
耶稣青年会的信仰声明遵循福音派新教传统，强调《圣经》权威、三位一体、耶稣基督的救赎以及重生的必要。以下为其核心信仰要点：
| 信仰要点 | 内容说明                                                               |
| -------- | ---------------------------------------------------------------------- |
| 圣经     | 相信《圣经》是神所默示、在信仰与生活上具有最高权威。                   |
| 三位一体 | 相信独一的神存在于圣父、圣子、圣灵三个位格中。                         |
| 耶稣基督 | 相信耶稣基督是真神也是完全的人，藉由十字架完成赎罪，为人类的唯一救主。 |
| 救恩     | 相信人因信耶稣基督得称为义，而非靠行为得救。                           |
| 重生     | 强调信徒需经历圣灵的重生，过圣洁和更新的生命。                         |
| 教会使命 | 致力于宣扬福音、门徒训练、建立教会团契，并服事社会。                   |
| 主再来   | 相信耶稣基督将再来审判活人死人，带来新天新地。                         |

## 历史

### 创立及发展
1996年，两名韩国传教士来到中国上海，向上海复旦大学的学生们传福音，很快一些学生开始学习圣经，并接受福音。以此撒下了福音的种子。一些对福音产生浓厚兴趣的复旦大学的学生组织成立耶稣青年会，并由当地学生自立发展。
2002年，北京大学生以及全国的耶青代表们聚集在北京做了创立礼拜，正式成立国际耶稣青年会。耶稣青年会以此为起点，把很多传教士派遣到香港、美国、韩国、泰国、蒙古、印度、新加坡、奥大利亚、加拿大、葡萄牙、哈萨克斯坦、法国、马来西亚、瑞士以及英国等地。
2007年，总部搬到美国加州旧金山市，并在多个国家建立了传教中心。
2007年12月，香港的葛福臨佈道大會基督日報是其中一個採訪媒體，但是一些宣傳手法引發異議導致香港的教會開始警覺。
2020年，总部搬到美国科羅拉多州

### 争议
- 耶稣青年会在部分中文基督教社群中曾引发争议。2000年代中期，一些华人教会人士质疑该组织的背景与教义立场。[10]，[11]。然而，耶稣青年会在其官方网站上回应称，其信仰完全符合福音派正统神学，强调三位一体、圣经权威、耶稣基督的救赎以及重生得救等教义核心，并表示相关误解多源自对其组织结构和发展历史的误读。[12]
- 最初的疑惑是從合肥的大學生團契中開始的。2007年，葛福臨佈道大會中耶穌青年會的一些宣傳手法導致普遍懷疑，並引发了“香港独立调查团的事件”。香港新兴宗教研究中心就基督教基本教义的问题向耶稣青年会提出质疑。之后又连带发生了“基督日报事件”。2009年年末，经过与基督教会各界人士的交流，有對其基本神学和教会伦理实践的進行辯駁。据福音时报报道，耶稣青年会聲稱相关事件已经正式在韩国得到澄清[13]，並說世界福音联盟（WEA）已接纳其为会员。[14]
- 有评论指出，《福音时报》和《基督日报》与耶稣青年会之间可能存在联系，并质疑这些媒体在报道中持偏向态度。但相关媒体并未公开承认其与耶稣青年会的组织关系。在香港的福音派主流媒体中，普遍未对有关耶稣青年会“异端”指控进行明确回应或澄清。部分研究，如《撥開迷霧見真相基日報與耶青事件探討》 （页面存档备份，存于）一书，也对其背景进行了探讨[15]。对此，耶稣青年会在其官方网站上发布回应，否认“异端”相关指控，强调其神学立场完全符合福音派核心信仰，包括对三位一体、圣经权威、十字架上的救恩等基本教义的坚持。组织认为外界评论者对其信仰和教学内容存在误解，且未能提供实质性证据，导致公众误读其性质与使命。[16][17]

- 关于耶稣青年会在中国大陆的运作情况，尚无广泛的第三方权威媒体对其法律地位做出明确报道。根据组织官方网站，耶稣青年会最初起源于20世纪90年代在中国大学校园中的学生查经聚会，并由当地信徒自发组织发展[18]。有评论指出，该组织网站早期的ICP备案主体为个人，而非宗教组织机构，这引发了一些对其正式注册状态的讨论。不过，目前尚无官方政府机构或宗教主管部门公开发表声明对该组织在中国的合法性做出具体定性。相关法律如《中华人民共和国宗教事务条例》与《境内外国人宗教活动管理规定》等，对于境外宗教团体在中国的活动有明确限制，但是否适用于个别团契组织仍需以权威解释为准。